# Залесе (гміна Малий Плоцьк)
Залесе (пол. Zalesie) — село в Польщі, у гміні Малий Плоцьк Кольненського повіту Підляського воєводства.
Населення — 144 особи (2011).
У 1975-1998 роках село належало до Ломжинського воєводства.

## Демографія
Демографічна структура станом на 31 березня 2011 року:
|          | Загалом | Допрацездатний вік | Працездатний вік | Постпрацездатний вік |
| -------- | ------- | ------------------ | ---------------- | -------------------- |
| Чоловіки | 71      | 16                 | 43               | 12                   |
| Жінки    | 73      | 20                 | 40               | 13                   |
| Разом    | 144     | 36                 | 83               | 25                   |